# Барыня (танец)
Барыня — русская и белорусская пляска, а также плясовая песня, под которую она исполняется. Общий настрой танца задорно-иронический (шутливый). При парном исполнении танцор и танцовщица танцуют попеременно (перепляс), как бы соревнуясь между собой. В основе танца лежал конфликт между «барыней» (помещицей) и «мужиком» (крестьянином). Танцовщица выражала величавость, а танцор — ловкость и удаль. Во время танца рефреном звучит фраза-припев:
Барыня-барыня, сударыня барыня!
 от которой и произошло название танца.
Существует предположение, что родиной танца является Центральная Россия, регион Орловщины и Северщины.
Основными элементами танца являются шажки, присядка (мужской элемент), подскоки, притоптывания, вращения с элементами чечётки. Во время танца руки либо на поясе, либо разведены в стороны. Если танцует женщина, то руки складываются перед собой, так что концы пальцев одной руки касаются локтя другой руки. Во время пляски танцовщица может держать в руках платок. «Барыня» может исполняться как в одиночку, так и коллективно. В качестве музыкального сопровождения используется гармонь, а также балалайка.
В наши дни элементы танца «Барыня» используются и в фигурном катании для создания русского национального колорита. В США также существует одноимённый ансамбль русского народного танца (англ. Barynya), основанный в 1991 году худруком М. В. Смирновым. Считается, что танец Барыня послужил основой для матросского танца «Яблочко».